# Thank Me Later
Thank Me Later è l'album di debutto del rapper canadese Drake pubblicato il 15 giugno 2010 dalla Young Money Entertainment/Cash Money Records.

## Tracce
1. Fireworks (feat. Alicia Keys) – 5:13 (Aubrey Graham, Noah Shebib, Matthew Samuels, Christian Kalla, Alicia Cook)
2. Karaoke – 3:48 (Aubrey Graham, Noah Shebib, Francis Starlite)
3. The Resistance – 3:45 (Aubrey Graham, Noah Shebib, Matthew Samuels, Oliver El-Khatib)
4. Over – 3:54 (Aubrey Graham, Matthew Samuels, Nick Brongers, Noah "40" Shebib)
5. Show Me a Good Time – 3:30 (Aubrey Graham, Kanye West, Jeff Bhasker, Ernest Wilson)
6. Up All Night (feat. Nicki Minaj) – 3:54 (Aubrey Graham, Onika Maraj, Matthew Samuels, Matthew Burnett)
7. Fancy (feat. T.I. & Swizz Beatz) – 5:19 (Aubrey Graham, Noah Shebib, Matthew Samuels, Kasseem Dean, Aubry Johnson, Henry Zant, Clifford Harris, Mary J. Blige)
8. Shut It Down (feat. The-Dream) – 6:59 (Aubrey Graham, Noah Shebib, Sidney Brown, Terius Nash)
9. Unforgettable (feat. Young Jeezy) – 3:34 (Aubrey Graham, Noah Shebib, Matthew Samuels, Jay Jenkins, Ronald Isley, Ernie Isley, Marvin Isley, O'Kelly Isley Jr., Chris Jasper)
10. Light Up (feat. Jay-Z) – 4:34 (Aubrey Graham, Noah Shebib, Anthony McIntyre, Shawn Carter)
11. Miss Me (feat. Lil Wayne) – 5:06 (Aubrey Graham, Dwayne Carter, Matthew Samuels, Doug Edwards, Dave Richardson)
12. Cece's Interlude – 2:34 (Aubrey Graham, Noah Shebib, Adrian Eccleston)
13. Find Your Love – 3:29 (Aubrey Graham, Kanye West, Jeff Bhasker, Patrick Reynolds)
14. Thank Me Now – 5:29 (Aubrey Graham, Timothy Mosley)

Bonus tracks della versione iTunes
1. Best I Ever Had – 4:17 (Aubrey Graham, Danny Hamilton, Dwayne Carter, Matthew Samuels, Nakia Coleman)
2. 9AM in Dallas – 3:39 (Aubrey Graham, Matthew Burnett, Matthew Samuels)

Bonus tracks della versione giapponese
1. Best I Ever Had – 4:17 (Aubrey Graham, Danny Hamilton, Dwayne Carter, Matthew Samuels, Nakia Coleman)
2. Uptown – 6:21 (Aubrey Graham, Jeremy McArthur, Billy Joel, Bernard Freeman, Matthew Samuels, Dwayne Carter Jr.)
3. Successful – 5:51 (Aubrey Graham, Tremaine Neverson, Noah Shebib, Dwayne Carter)

## Classifiche
| Classifica (2010)               | Posizione più alta |
| ------------------------------- | ------------------ |
| Australia                       | 81                 |
| Australian Urban Albums Chart   | 6                  |
| Canada                          | 1                  |
| Paesi Bassi                     | 92                 |
| Francia                         | 117                |
| French Digital Albums Chart     | 27                 |
| Germania                        | 34                 |
| Irlanda                         | 35                 |
| Nuova Zelanda                   | 35                 |
| Sudafrica                       | 16                 |
| Svizzera                        | 69                 |
| UK Albums Chart                 | 15                 |
| UK R&B Chart                    | 1                  |
| US Billboard 200                | 1                  |
| US Billboard R&B/Hip-Hop Albums | 1                  |
| US Billboard Rap Albums         | 1                  |